# Little Bradley
Little Bradley – wieś w Anglii, w hrabstwie Suffolk, w dystrykcie West Suffolk. Leży 50 km na zachód od miasta Ipswich i 81 km na północny wschód od Londynu. Miejscowość liczy 60 mieszkańców.